# Sondre Orjasæter
Sondre Orjasæter (Oslo, 28 november 2003) is een Noors voetballer die als aanvaller voor FC Twente speelt.

## Carrière
Orjasæter groeide op in Oslo. Als jeugdspeler van Lyn verliet hij het voetbal als kind om te kunnen rondhangen met vrienden. Bij Korsvoll IL keerde hij korstondig terug alvorens hij in het -16 team van Lyn terechtkwam. In de herst van 2019 vetrok Orjasæter met zijn familie naar Stryn voor zijn vaders werk. Aldaar ging hij voeballen voor Stryn TIL. Twee jaar later voegde Orjasæter zich bij het seniorenteam van de club actief in de  4. divisjon, waar hij uitgroeide tot basisspeler.
Orjasæter werd voorafgaand aan het seizoen 2022 gecontracteerd door Sogndal. Hier wekte hij de interesse van SK Brann. Hier groeide het professionalisme van Orjasæter ten opzichte van zijn voedselgebruik en slaap.
Aan de start van het seizoen 2024 tekende Orjasæter een contract bij Sarpsborg 08 in de Eliteserien. In zijn periode bij Sarpsborg 08 kwam Orjasæter tot 49 wedstrijden waarin hij negen keer tot scoren kwam.
Op 13 augustus 2025 tekende Orjasæter een vierjarig contract bij FC Twente, waarmee hij zijn eerste buitenlandse transfer maakte.

## Statistieken
| Seizoen                         | Club           | Competitie     | Competitie | Competitie | Beker | Beker | Europees | Europees | Overig | Overig | Totaal | Totaal |
| Seizoen                         | Club           | Competitie     | Wed.       | Dlp.       | Wed.  | Dlp.  | Wed.     | Dlp.     | Wed.   | Dlp.   | Wed.   | Dlp.   |
| ------------------------------- | -------------- | -------------- | ---------- | ---------- | ----- | ----- | -------- | -------- | ------ | ------ | ------ | ------ |
| 2022                            | Sogndall       | 1. divisjon    | 27         | 2          | 2     | 1     | –        | –        | –      | –      | 29     | 3      |
| 2023                            | Sogndall       | 1. divisjon    | 30         | 6          | 1     | 0     | –        | –        | –      | –      | 31     | 6      |
| 2024                            | Sarpsborg 08   | Eliteserien    | 28         | 5          | 2     | 1     | –        | –        | –      | –      | 30     | 6      |
| 2025                            | Sarpsborg 08   | Eliteserien    | 14         | 2          | 2     | 1     | –        | –        | –      | –      | 16     | 3      |
| 2025/26                         | FC Twente      | Eredivisie     | 0          | 0          | 0     | 0     | –        | –        | –      | –      | 0      | 0      |
| Carrièretotaal                  | Carrièretotaal | Carrièretotaal | 99         | 15         | 7     | 3     | 0        | 0        | 4      | 0      | 106    | 18     |
| Bijgewerkt t/m 13 augustus 2025 |                |                |            |            |       |       |          |          |        |        |        |        |